# Biserica fortificată din Cisnădie
Biserica fortifciată din Cisnădie, inițial biserică romano-catolică cu hramul Sfânta Walpurga, în prezent biserică evanghelică, este un monument istoric și de arhitectură din secolul al XIII-lea. Edificiul a fost ridicat la începutul secolului al XIII-lea ca bazilică romanică cu trei nave. Clădirea a suferit numeroase transformări și a pierdut în parte aspectul ei romanic, baza construcției ramânând nemodificată. Prima atestare documentară este în anul 1349. În a doua jumătate a secolului al XV-lea și în prima jumătate a secolului al XVI-lea biserica a fost transformată în stil gotic. Pe locul absidei nordice se ridică sacristia. Absida de sud se desparte printr-un zid de restul bisericii, absida fiind transformată astfel în trezorerie. Acolo s-a păstrat renumitul "Tezaur de la Cisnădie", care din anul 1915 se află la Muzeul Brukenthal din Sibiu.

## Localitatea
Cisnădie (denumire veche Cisnădia Mare, denumiri în dialectul săsesc Hielt, Hilt și Helt, în germană Heltau, în maghiară Nagydisznód, Disznód) este un oraș în județul Sibiu, Transilvania, România, format din localitățile componente Cisnădie (reședința) și Cisnădioara. Se află la 10 km sud de Sibiu, pe valea pârâului Argintului (Silberbach) și a pârâului Ursului (Bärenbach), la poalele Măgurii Cisnădiei (Götzenberg).
Localitatea a fost fondată de către coloniști de etnie germană, chemați în țară de către regele Géza al II-lea al Ungariei, (1141-1161) pentru a apăra granițele regatului împotriva raidurilor cumanilor, pecenegilor, tătarilor etc.
Istoricii presupun că pe teritoriul actual al localității Cisnădie a fost fondată, în 1150, localitatea Ruetel, care a fost distrusă de năvălirile mongolilor.
Prima mențiune documentară despre o așezare pe locul actual al orașului datează din 1204, într-un document al regelui Emeric al Ungariei, sub denumirea de Rivetel.
Localitatea Heltau a fost menționată documentar pentru prima dată în 1323. Cu toate acestea, încă de prin 1300 a fost construită o biserică de piatră în stil romanic (Kreuzkirche), care a fost dedicată Sfintei Walpurga.

## Istoric

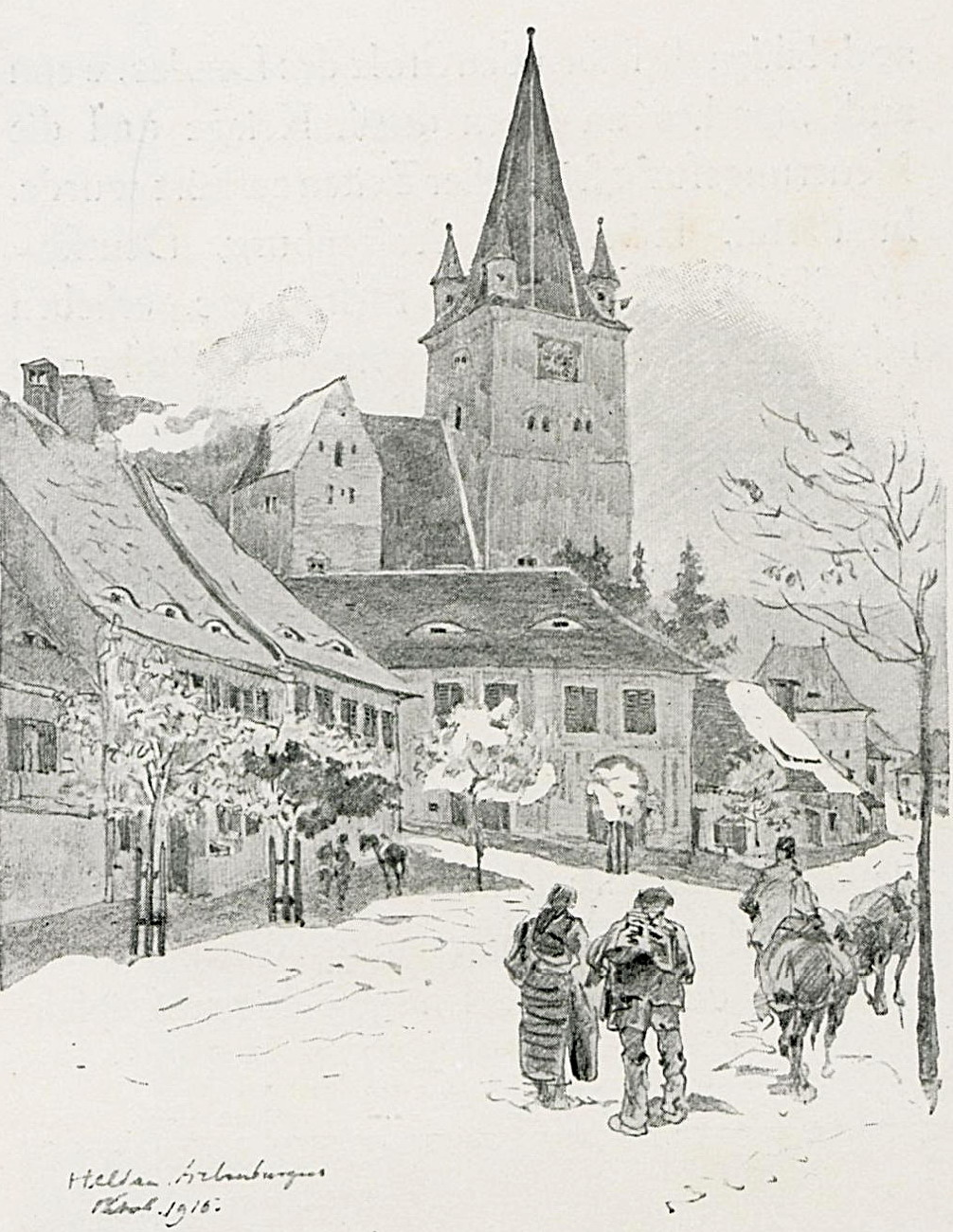
Gravură de Albert Reich, 1916

După atacul turcesc din 1493 biserica a fost fortificată prin supraînălțarea și dotarea cu metereze a turnului central, supraînălțarea absidei și construirea deasupra portalurilor laterale a altor două bastioane. Biserica a fost înconjurată de trei centuri de ziduri prevăzute cu coridoare de apărare, turnuri și bastioane precum și cu șanțuri ce puteau fi umplute cu apă, astăzi astupate.
În anul 1591 turnul-clopotniță de 59 m a fost modificat și în 1751 primește forma sa actuală. În vârf a avut un glob aurit. Turnul a fost trăznit de mai multe ori și a ars. În 1795, pentru a-l feri de incendii, s-a instalat pe el primul paratrăznet din Transilvania confecționat din cupru, după metoda magistratului Raimarus din Hamburg. O parte din turnuri s-au păstrat până în zilele noastre: "Turnul Paznicului", "Turnul Primăriei", "Turnul Slăninei", "Turnul Faurilor de Seceri", "Turnul Școlii" și turnul situat în grădina parohială.
În biserică se păstrează un clopot din 1664, o cristelniță gotică din bronz și porțile altarului vechi în stil baroc.
Altarul poliptic a fost pictat de către Vincentius Cibiniensis în secolul al XVI-lea, cel care a pictat și altarul poliptic pentru Biserica evanghelică din Cetatea de Baltă (în prezent reformată), precum și o frescă ce se află în biserica reformată din Ocna Sibiului.
În data de 18 iunie 2017 a fost vizitată de premierul luxemburghez Xavier Bettel, în contextul aniversării a 10 ani de la parteneriatul care a adus orașele Sibiu și Luxemburg în proiectul capitalelor europene ale culturii. Bettel s-a întâlnit aici cu membri ai comunității săsești, care vorbesc un dialect similar limbii luxemburgheze.

## Clasificare
Ansamblul fortificat face parte din lista monumentelor istorice din 2010, cod LMI SB-II-a-A-12355, cu următoarele obiective:
- cod LMI SB-II-m-A-12355.01 - Biserica evanghelică fortificată, începutul secolului al XIII-lea, a doua jumătate a secolului al XV-lea, modificări în secolul al XVII-lea;
- cod LMI SB-II-m-A-12355.02 - Incintă fortificată interioară, 1430 - 1530.
- cod LMI SB-II-m-A-12355.03 - Incintă fortificată exterioară, cu turnuri, bastioane, capelă, zwinger, casă parohială, 1430 - 1530,1783.

## Galerie de imagini

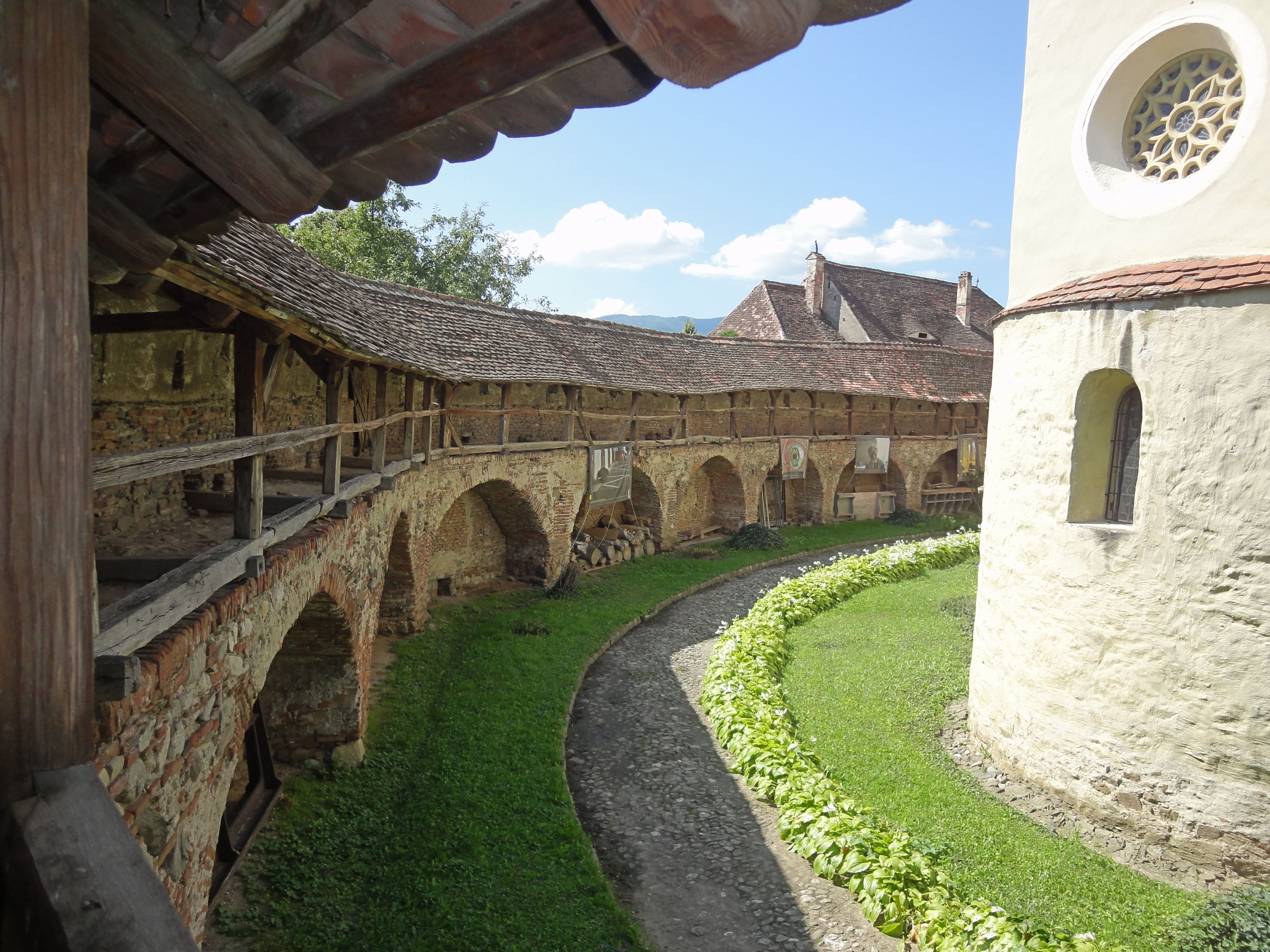
Interiorul fortificaţiei
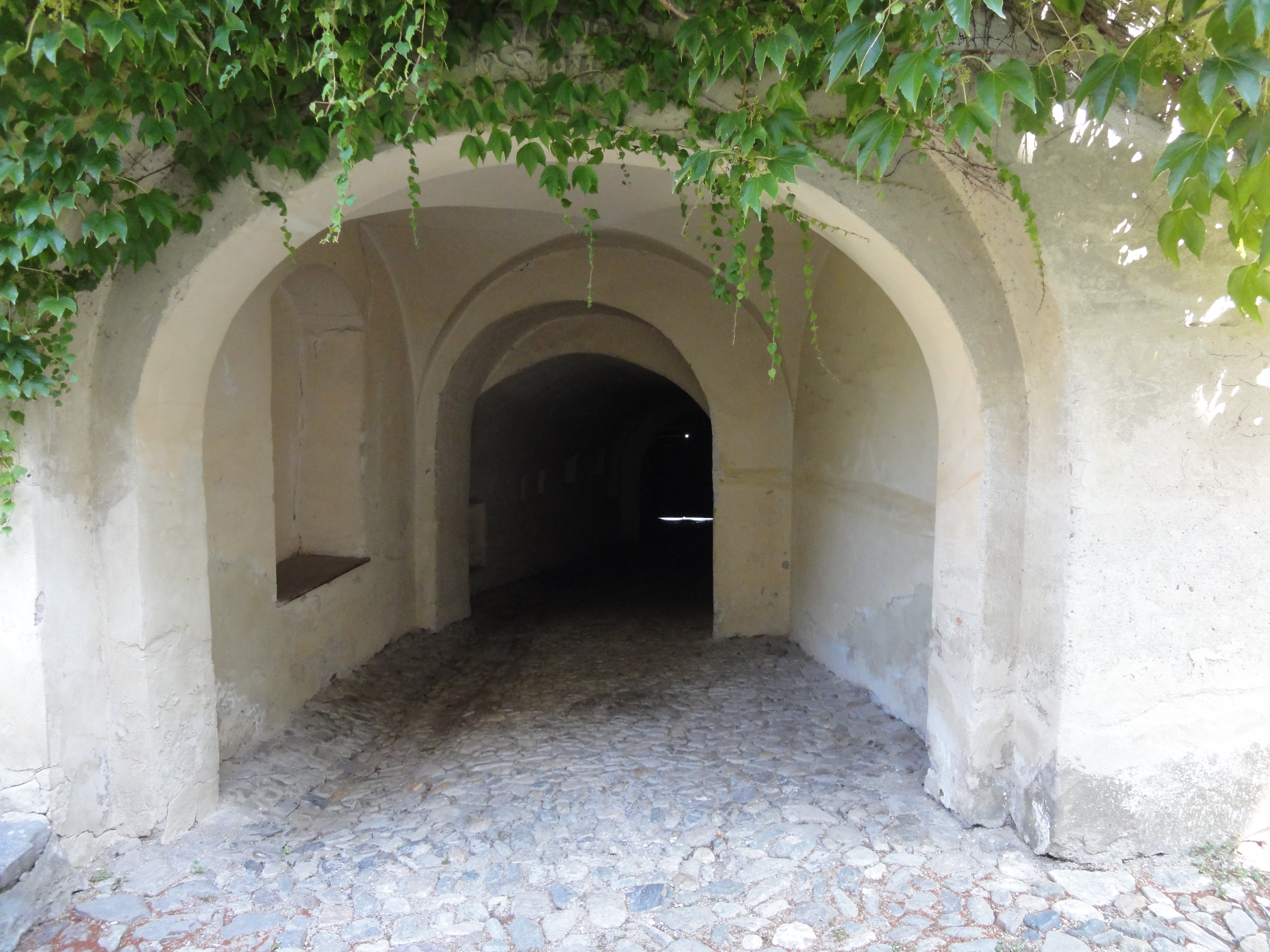
Poarta de intrare
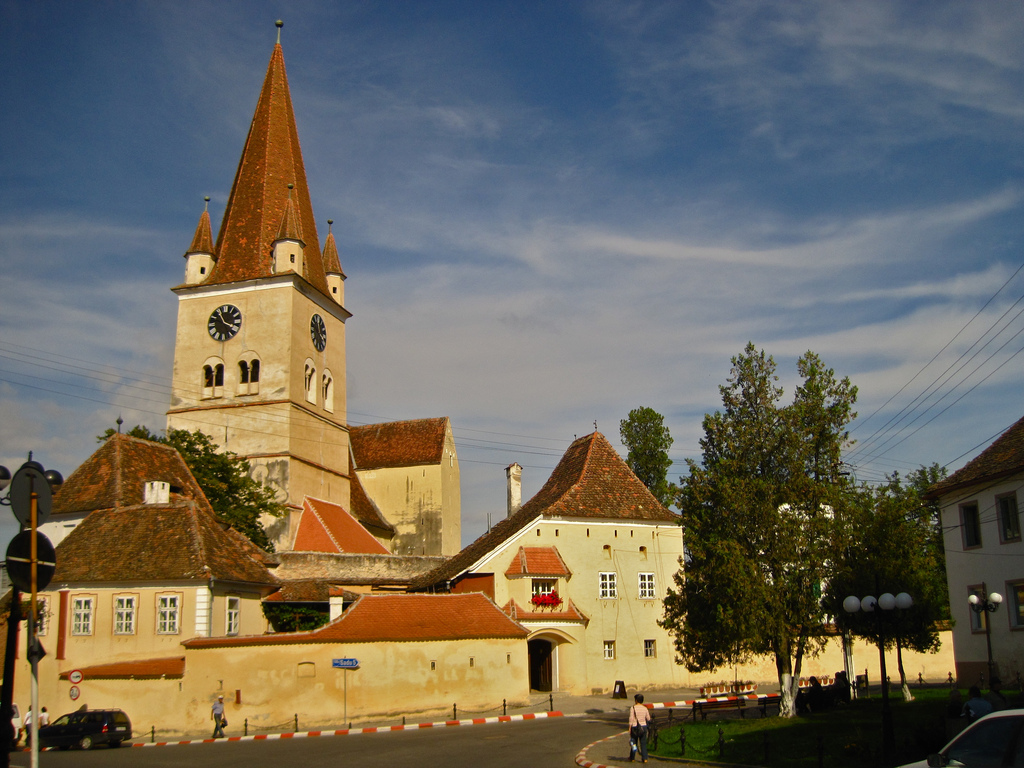
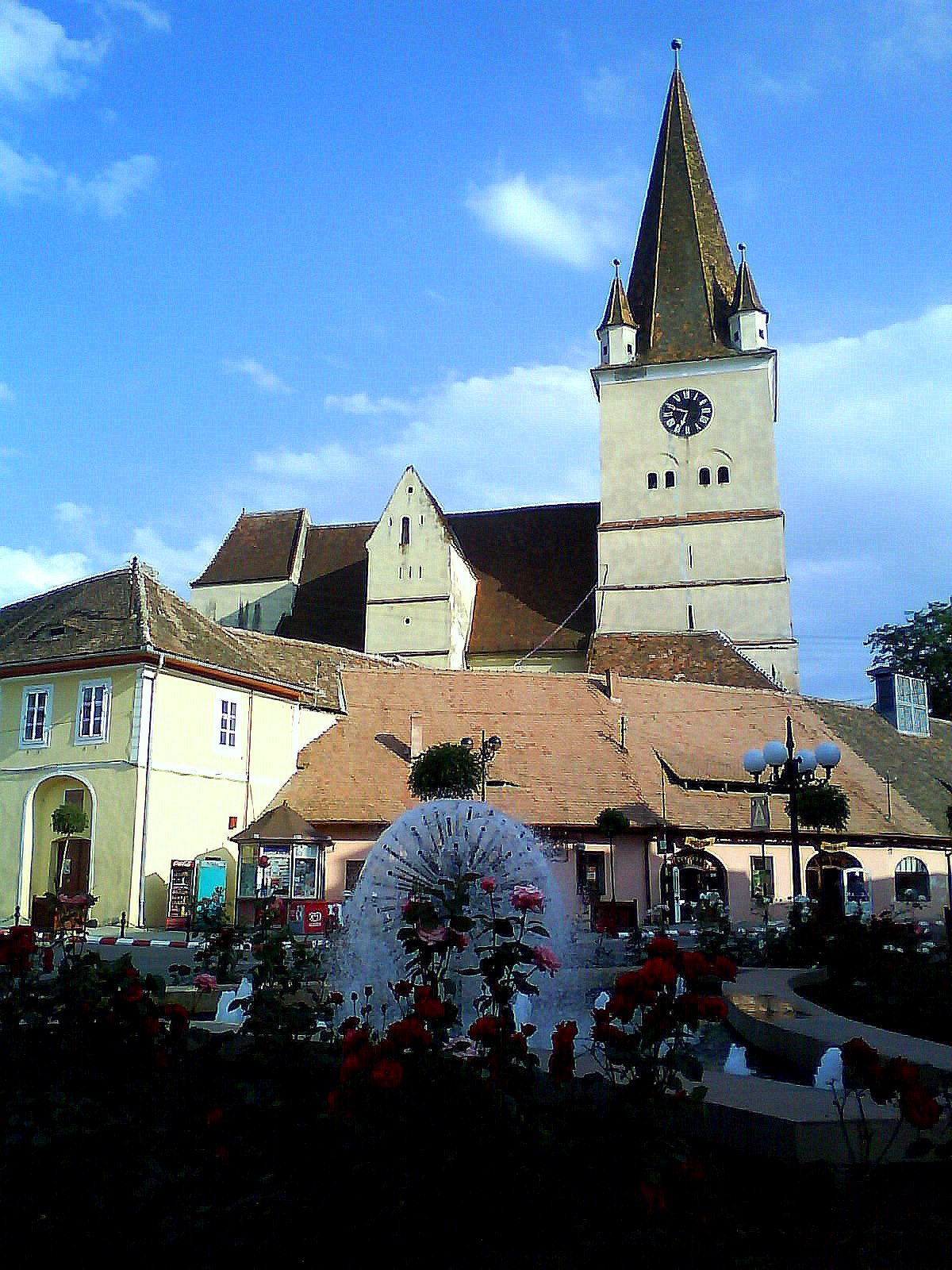